# Тибър
 Тази статия е за реката в Италия.  За острова вижте Изола Тиберина.  
Тибър (на италиански: Tevere) е река в Средна Италия (региони Тоскана, Умбрия и Лацио), вливаща се в Тиренско море. Дължина – 405 km (третата по дължина река в Италия след По и Адидже и най-голямата на Апенинския полуостров), площ на водосборния басейн – 17 375 km².

## Етимология
Река Тибър носи името си от Тиберин – легедарен цар на Алба Лонга от рода на Силвиите, който се удавил в нея. Според Ливий преди това реката се казвала Албула. В древността дълго време е граница между римляни и етруски.

## Географска характеристика

### Извор, течение, устие
Река Тибър води началото си от южното подножие на връх Монте Фумайоло (1407 m), в югоизточната част на Тоскано-Емилианските Алпи, на 1323 m н.в., в крайната източна част на регион Тоскана. В горното и средно течение Тибър е типична планинска река с редуващи се живописни теснини и дефилета и малки котловинни разширения. Теченията на притоците са също с планински характер, изпъстрени с множество прагове и водопади (Ле Марморе, Тиволи и др.). Северно от италианската столица Рим излиза от планините и пресича в югозападно направление крайбрежната низина Марема. Минава през центъра на Рим и при град Остия чрез два ръкава (остатъци от бивша делта с площ 250 km²) се влива в Тиренско море. В крайбрежната низина коритото на Тибър изцяло е коригирано и канализирано чрез водозащитни диги.

### Водосборен басейн, притоци
Водосборният басейн на Тибър е ексцентричен, с по-добре развити леви притоци, и обхваща площ от 17 375 km². На запад водосборният басейн на Тибър граничи с водосборните басейни на реките Марта, Омброне и други по-малки, вливащи се в Тиренско море и Арно (от басейна на Лигурско море), на североизток и изток – с водосборните басейни на реките Кавио, Марекия, Фалия, Метауро, Езино, Потенца, Киенти, Азо, Тронто и Пескара (от басейна на Адриатическо море), а на югоизток – с водосборните басейни на река Гариляно и други по-малки, вливащи се в Тиренско море.
Основни притоци: леви – Киашо (82 km, 1974 km²), Нера (116 km, 4280 km²), Аниене (99 km, 1414 km²); десни – Несторе (42 km), Киани (42 km).

### Хидроложки показатели
Тибър има предимно дъждовно подхранване с ясно изразено пролетно (март и април) пълноводие. В миналото реката често е причинявала катастрофални наводнения. Ежегодно внася в Тиренско море голямо количество наноси и устието ѝ през столетията се е преместило доста на югозапад. Среден годишен отток в долното течение – 260 m³/sec.

## Стопанско значение, селища
В горното течение водитe на реката се използват за производство на електроенергия (ВЕЦ „Корбара Баска“, „Галето“ и др.), а в долното – за напояване. До град Рим е плавателна за плиткогазещи съдове. Първият мост над реката, т.нар. Pons sublicius, е построен по времето на четвъртия римски цар Анк Марций (640 – 616 г. пр.н.е.) и свързва за първи път Рим с хълма Яникул. Мостът Понт Емилиус (Pons Aemilius), чието строителство започва през 179 пр.н.е. и завършва през 142 пр.н.е., е първият каменен мост в Рим и обикновено е смятан и за първия каменен дъгов мост в света.
По цялото си течение долината на Тибър е гъсто заселена, като най-големите селища са Чита ди Кастело, Перуджа, Рим, Остия.